# 庆阳镇 (尚志市)
庆阳镇是中国黑龙江省哈尔滨市尚志市下辖的一个镇。